# All in My Head (Flex)
Singles de Fifth Harmony
Work from Home
(2016) That's My Girl
(2016)
Singles par Fetty Wap
Wake up
(2016) My Environment
(2016)
All in My Head (Flex) est une chanson enregistrée par le groupe américain Fifth Harmony, mettant en vedette les chants du rappeur Fetty Wap, pour leur deuxième album 7/27, sorti le 27 mai 2016. Elle a été produite par Stargate et Brian "Peoples" Garcia avec une production supplémentaire de Sir Nolan. Musicalement, "All In My Head (Flex)" est une musique pop insipirée par le reggae, soutenue par des synthés, des percussions et de la guitare, contenant une interpolation de la chanson "Flex" de Mad Cobra datant de 1995. La chanson a été diffusée en deuxième single après une performance spéciale sur Xfinity à la suite des Billboard Music Awards 2016, le 22 mai 2016. Le single a été donné à des stations de radio aux États-Unis, le 31 mai 2016.
Sur le plan commercial, la chanson a atteint le numéro 24 dans le Billboard Hot 100 aux États-Unis. La chanson a également atteint le top 30 en Australie, en Nouvelle-Zélande, au Royaume-Uni, au Canada et en Irlande. Pour promouvoir la chanson, le groupe a participé à la finale de la saison 22 de Dancing With The Stars. Le clip s'est situé sur une plage tropicale et a été dirigé par Director X. Il est sorti sur la plate-forme Vevo le 23 juin 2016. "All In My Head (Flex)" a remporté la catégorie "Chanson de l'été" aux MTV Video Music Awards 2016.

## Contexte et sortie
Avant la sortie de leur deuxième album studio 7/27, une des membres de Fifth Harmony, Dinah Jane Hansen a partagé sur Instagram ses pensées sur sa chanson préférée de l'album qui est All in My Head (Flex): "L'ambiance et le rythme de ce que je ressens me représente mieux comme une Islandèse Pacifique Sud ceci est juste une de ces chansons de bien-être, peu importe où vous êtes ou qui vous êtes!" Au cours de la semaine de sortie de 7/27 le New York post a brièvement passé en revue l'album et décrit la chanson comme ayant « un rythme un peu reggae électronique jaunty ».
Des échantillons de la chanson de 1992 "Flex" par le Jamaïcain DJ Mad Cobra s'interpolent avec des éléments de "Just My Imagination" par The Temptations.
Fifth Harmony a tourné le clip aux alentours de mi-mai 2016.

## Clip
Le clip réalisé par Director X est sortie le 23 juin 2016 sur la chaine VEVO du groupe. La vidéo a été tournée sur une plage et dans un environnement tropical, tandis que les filles dansent sur des rochers et posent de différentes manières au cours de leurs parties individuelles. Fetty Wap lui aussi fait son solo isolé du groupe. Des hommes apparaissent brièvement dans toute la vidéo au côté des filles.
La vidéo a atteint les 50 millions de vues en deux semaines et a été certifiée VEVO (100 millions de vues) le 13 août 2016.

## Performances
Le groupe a interprété la chanson pour la première fois à la télévision le 22 mai 2016, lors d'une performance de rappel spécial Xfinity suivant les Billboard Music Awards 2016 , où ils ont également exécutées Work from Home. Le 24 mai 2016, le groupe a interprété la chanson durant la finale de la 22e saison de Dancing with the Stars (version américaine de Danse avec les stars en France). Le groupe a également fait une performance du single le 13 juin 2016 à la scène Honda de iHeart Radio à Los Angeles.

## Classements
| Classement (2016)       | Meilleure position |
| ----------------------- | ------------------ |
| Australie (ARIA)        | 45                 |
| Nouvelle-Zélande (RMNZ) | 31                 |
| États-Unis (Hot 100)    | 22                 |

## Certifications
| Région | Certification | Unités certifiées/Ventes |  |
| --- | ------------- | ------------------------ |  |
| Australie (ARIA) | Platine       | 70 000^                  |  |
| Canada (Music Canada) | Platine       | 80,000^                  |  |
| Italie (FIMI) | Or            | 25,000+                  |  |
| Nouvelle-Zélande (RMNZ) | Or            | 15,000*                  |  |
| Royaume-Uni (BPI) | Argent        | 200,000+                 |  |
| États-Unis (RIAA) | Platine       | 1,000,000+               |  |
| - *Chiffre de ventes basés uniquement sur la certification - ^Chiffres d'expéditions basés uniquement sur la certification - +Double ventes + téléchargements basés uniquement sur la certification |               |                          |  |